# Yes, I’m a Witch Too
Yes, I’m a Witch Too ist das fünfte eigenständige Remixalbum von Yoko Ono. Gleichzeitig ist es einschließlich der drei Avantgarde-Alben sowie Some Time in New York City, Double Fantasy, Milk and Honey, zweier Interview-Alben mit ihrem Ehemann John Lennon, zweier Kompilationsalben, des Live-Albums der Plastic Ono Band als auch dem Studioalbum mit Kim Gordon und Thurston Moore das insgesamt neunundzwanzigste Album Yoko Onos. Es wurde am 4. März 2016 in den USA und am 12. Februar 2016 Großbritannien veröffentlicht.

## Entstehungsgeschichte

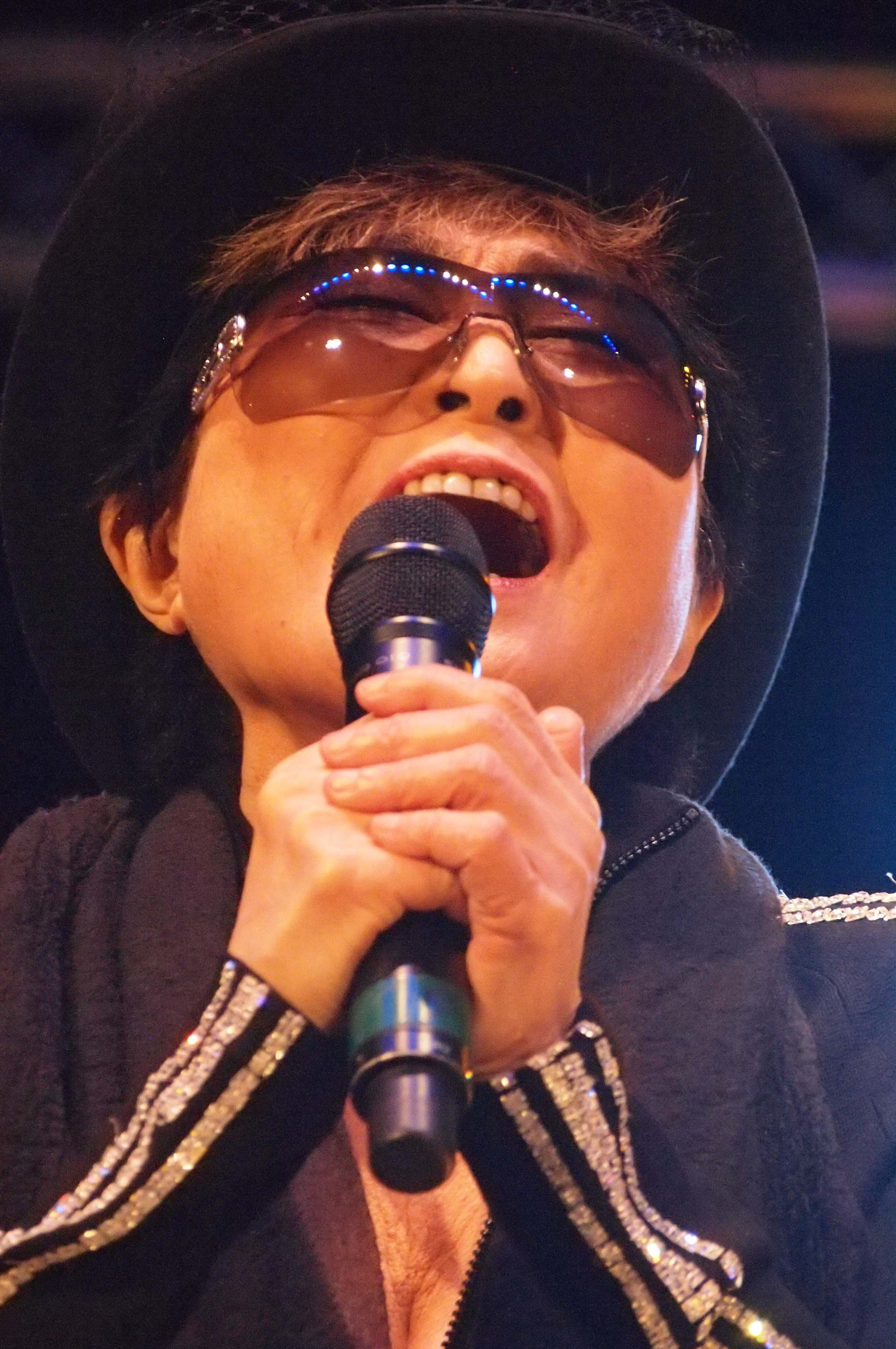
Yoko Ono, 2015

Ab dem Jahr 2001 mischten Remixer, so zum Beispiel Pet Shop Boys, Orange Factory, Peter Rauhofer und Danny Tenaglia, verschiedene Lieder von Yoko Ono neu ab, wobei darauf geachtet wurde, dass die Remixe „tanzbar“ sind und in Diskotheken eingesetzt werden können. Bei den Abmischungen wurde die ursprüngliche Instrumentierung oft durch Neuinstrumentierungen ergänzt oder sogar ersetzt. Der Name Yoko Ono wurde auf ONO verkürzt.
Bis zum Jahr 2015 hatte Yoko Ono insgesamt elf Nummer-eins-Hits sowie fünf weitere Top-Ten-Hits in den Billboard-Dance-Charts.
Für das Album Yes, I’m a Witch, das im Jahr 2007 erschien, wurde das Prinzip beibehalten. Die unter der Titelliste aufgeführten Künstler verwendeten lediglich den Gesang von Yoko Ono und produzierten die Musik dazu. Das Album enthält aber nicht nur Dance-Remixe, sondern auch Balladen und Pop-orientierte Lieder. Neun Jahre später folgte das Album Yes, I’m a Witch Too, das diesem Prinzip folgte, aber deutlich Pop-orientierter ausgerichtet ist. Erneut war neben Yoko Ono auch Rob Stevens Produzent, der mit Ono seit dem im Jahr 1994 erschienenen Musical-Album New York Rock zusammenarbeitet. Die Neubearbeitungen der Yoko-Ono-Lieder erfolgte bei diesem Album auch von musikalischen Weggefährten und älteren Künstlern: Jack Douglas, der 1980 das Album Double Fantasy produzierte, Sean Lennon, dem Sohn von Yoko Ono und der Musikgruppe Cibo Matto, bei dem Sean Lennon zwischen 1997 und 2000 Mitglied war und dessen Mitglied Yuka Honda die Koproduzentin der letzten beiden Studio-Alben von Yoko Ono ist. Die Sparks sind ein Duo, das seine größten kommerziellen Erfolge in den 1970er Jahren hatte.
Der Veröffentlichungstermin des Albums erfolgte um den 83. Geburtstag von Yoko Ono. Im März 2016 wurde das Album auch als Vinyl-Doppel-Langspielplatte veröffentlicht.

## Cover
Die Covergestaltung erfolgte durch Yoko Ono, Michael Sirianni und Karla Merrifield. Das Coverfoto stammt von Scott Rudd, das Rückcoverfoto von Greg Kadel. Der CD liegt ein vierseitiges Faltblatt bei, das Information zum Album enthält.

## Titelliste
Alle Titel des Albums wurden von Yoko Ono komponiert, außer No Bed for Beatle John, das von Yoko Ono und John Lennon komponiert wurde. Die Remixer der Lieder werden, eingeklammert, hinter den Titeln aufgeführt.
1. Walking on Thin Ice (Maestro Version) (Danny Tenaglia) – 2:50
2. Forgive Me My Love (Death Cab for Cutie) – 4:06
3. Mrs. Lennon (Peter Bjorn and John) – 4:20
4. Give Me Something (Sparks) – 4:22
5. She Gets Down on Her Knees (Penguin Prison) – 3:57
6. Dogtown (Sean Lennon) – 3:26
7. Wouldnit (Dave Audé) – 3:21
8. Move on Fast (Jack Douglas) – 4:11
9. Soul Got Out of the Box (Portugal. The Man) – 3:25
10. Approximately Infinite Universe (Blow Up) – 4:18
11. Yes, I’m Your Angel (Cibo Matto) – 3:21
12. Warrior Woman (tUnE-yArDs) – 2:41
13. Coffin Car (Automatique) – 4:04
14. I Have a Woman Inside My Soul (John Palumbo) – 2:56
15. Catman (Miike Snow) – 5:12
16. No Bed for Beatle John (Ebony Bones!) – 3:24
17. Hell in Paradise (Moby) – 9:52

## Single-Auskopplungen

### Catman
Als Download-Single wurde am 22. Januar 2016 Catman veröffentlicht.

## Chartplatzierungen
Das Album verfehlte den Einstieg in die offiziellen Hitparaden.